# Directorio de Transporte Público Metropolitano
El Directorio de Transporte Público Metropolitano (también conocido por su acrónimo, DTPM) es un organismo público chileno dependiente del Ministerio de Transportes y Telecomunicaciones, encargado de articular, coordinar y supervisar las acciones, programas y medidas tendientes a gestionar el transporte público mayor de la ciudad de Santiago, derivadas de las acciones propias, así como de diversos sectores y entes públicos y privados. Desde el 16 de marzo de 2022 la directora es Paola Tapia.

## Historia
Durante el gobierno Ricardo Lagos, bajo el alero del «Plan de Transporte Urbano para la Ciudad de Santiago» (PTUS), se creó el «Comité de Ministros para el Transporte Urbano de la Ciudad de Santiago», según lo dispuesto en el decreto presidencial n.° 1 del 7 de abril de 2003.
El secretario ejecutivo de dicho comité era el coordinador general de transporte público de Santiago. Sin embargo, durante el primer gobierno de Sebastián Piñera, en 2012, producto del rediseño del sistema y la firma de nuevos contratos con los distintos prestadores de servicios, y con el fin de potenciar la calidad de servicio, se hizo necesario modificar el rol de la Coordinación General de Transportes de Santiago, entregándole mayores responsabilidades y un rol más preponderante en el ámbito de la regulación, el control y la supervisión del sistema.
Para el logro de estos desafíos y las metas propuestas, a través del decreto presidencial n.° 2 del 16 de abril de 2013, se creó el Directorio de Transporte Público Metropolitano (DTPM) en reemplazo del «Comité de Ministros del Transporte Urbano de la Ciudad de Santiago».

## Misión y visión
La misión del organismo es conseguir que, objetivamente, el Sistema de Transporte Público se «transforme en un sistema de calidad como resultado de una política pública, coherente en términos sociales, urbanos, ambientales y sustentable económicamente».
Asimismo, su visión es contar con un Sistema de Transporte Público que «sea  valorado y apreciado, tanto por los habitantes, como por los visitantes de Santiago. Que sea reconocido como un componente positivo y relevante para la ciudad».

## Funciones
Entre las principales funciones del organismo se encuentran:
- Proponer a las autoridades del Ministerio de Transportes y Telecomunicaciones estudios, planes de licitación de transporte público y las condiciones administrativas, económicas y financieras de dichas licitaciones, así como también el programa presupuestario que se requiera para el cumplimiento del «Plan de Transporte Urbano» de donde se deriva el «Sistema de Transporte Público de Santiago».
- Coordinar los procesos de licitación de vías y la contratación de los servicios de transporte público, así como la revisión de especificaciones y contratos respecto de los servicios complementarios.
- Coordinar los procesos de negociación que pudieran requerirse en el marco de las acciones para dar cumplimiento a las misiones encomendadas.
- Supervisar los contratos, participar en instancias de estudios, análisis y mejoramiento del transporte público.
- Servir de instancia de coordinación para las autoridades y organismos involucrados en la definición y ejecución de los programas, planes y medidas aplicadas al «Sistema de Transporte Público» de la ciudad de Santiago.
- Revisar, actualizar y renovar el «Plan Maestro de Infraestructura de Transporte Público», y coordinar la ejecución de las obras contenidas en dicho plan por parte de los organismos ejecutores, y ejecutar obras públicas menores de transporte público.
- Velar por la correcta operación del sistema, a través del seguimiento de las metas y plazos que se definan para la ejecución de sus programas, planes y medidas.
- Establecer vínculos de coordinación y colaboración con organismos públicos y privados, nacionales, extranjeros o internacionales, que desarrollan actividades en el ámbito del transporte público de pasajeros.
- Velar por la oportuna y adecuada satisfacción de las necesidades de los usuarios y proponer los ajustes correspondientes en los lineamientos de la autoridad sectorial.
- Evaluar la normativa vigente y proponer los cambios legales y reglamentarios que resulten necesarios para la creación de una institucionalidad que vele en forma permanente por una adecuada prestación de los servicios de trasporte público en la región Metropolitana de Santiago.

## Organización
La estructura organizacional del DTPM, cuenta con una Secretaría Técnica, seis gerencias y cuatro coordinaciones, las que reportan  directamente a la directora nacional. La plantilla profesional aborda un trabajo multidisciplinario, a través del aporte de distintas especialidades, de las ciencias y humanidades. Por consiguiente, el organigrama es el siguiente:
Dirección
Secretaría Técnica
- Coordinación Legal
- Coordinación de Vinculación
- Coordinación de Comunicaciones
- Coordinación de Gestión de Contratos
- Gerencia de Planificación e Infraestructura
- Gerencia de Operaciones y Mantenimiento
- Gerencia de Usuarios
- Gerencia de Finanzas y Control de Gestión
- Gerencia Sistemas Inteligentes de Transporte
- Gerencia de Administración y Personas

## Directores ejecutivos
| Titular               | Partido | Período                                 | Presidente        |
| --------------------- | ------- | --------------------------------------- | ----------------- |
| Patricio Pérez Gómez  |         | 16 de abril de 2013-11 de marzo de 2014 | Sebastián Piñera  |
| Guillermo Muñoz Senda |         | 1 de abril de 2014-11 de marzo de 2018  | Michelle Bachelet |
| Fernando Saka Herrán  | Ind.    | junio de 2018-11 de marzo de 2022       | Sebastián Piñera  |
| Paola Tapia Salas     | Ind.    | 16 de marzo de 2022-En el cargo         | Gabriel Boric     |